# Wołodymyr Stretowycz
Wołodymyr Mykołajowycz Stretowycz, ukr. Володимир Миколайович Стретович (ur. 19 maja 1958 w miejscowości Zabrane, zm. 6 kwietnia 2023) – ukraiński polityk, prawnik i nauczyciel akademicki, deputowany.

## Życiorys
Urodził się w obwodzie żytomierskim. Przed studiami pracował jako technik topografii. Po ukończeniu prawa na Uniwersytecie Kijowskim zajął się działalnością naukową, był m.in. zatrudniony w Akademii Nauk Ukrainy. W 1989 uzyskał stopień kandydata nauk prawnych. Objął stanowisko profesora na Kijowskim Narodowym Uniwersytecie Kultury i Sztuk Pięknych.
W latach 1994–1998 był deputowanym do Rady Najwyższej. W 1997 został liderem Związku Chrześcijańsko-Demokratycznego. Ponownie uzyskiwał mandat poselski w 2002 i w 2006 z ramienia Bloku Nasza Ukraina. Kierował w parlamencie komisją ds. walki z korupcją i przestępczością zorganizowaną, która zajmowała się m.in. w tym czasie okolicznościami śmierci dziennikarza Heorhija Gongadze. W 2004 aktywnie brał udział w pomarańczowej rewolucji. W 2007 po raz kolejny wybrany na deputowanego, kandydował z ramienia koalicji Nasza Ukraina-Ludowa Samoobrona; mandat poselski wykonywał do 2012.
Zginął w wypadku drogowym w kwietniu 2023 w obwodzie żytomierskim.

## Odznaczenia
Odznaczony Orderem Księcia Jarosława Mądrego klasy IV (2010) i V (2005).